# Charmoille, Doubs
Charmoille är en kommun i departementet Doubs i regionen Bourgogne-Franche-Comté i östra Frankrike. Kommunen ligger i kantonen Maîche som tillhör arrondissementet Montbéliard. År 2022 hade Charmoille 319 invånare.

## Befolkningsutveckling
Antalet invånare i kommunen Charmoille
Referens:INSEE